# Seamus Elliott
Seamus "Shay" Elliott, född den 4 juni 1934 i Dublin, död i maj 1971 på samma plats, var en irländsk landsvägscyklist som var professionell från 1956 till 1970. Han vann etapper i alla tre Grand Tours, vann Omloop Het Volk 1959, kom på andra plats i linjelopp vid Världsmästerskapen 1962 och blev totaltrea i Vuelta a España 1962.
På morgonen den 4 (eller 7 maj) 1971 hittades Elliott död i sin lägenhet, skjuten i bröstet. Enligt domstolen var det självförvållat.

## Meriter

### Amatör
| 1953 Irländsk mästare i linjelopp 1954 Irländsk mästare i linjelopp | 1955 Vinnare av Paris-Évreux |

### Professionell
| 1956 Vinnare av Grand Prix d'Isbergues Vinnare av etapp 3 i Tour des Provinces du Sud-Est Vinnare av GP Catox Vinnare av GP de l'Echo d'Alger 1957 3:a i GP de Monaco 7:a i Flandern runt 7:a i Omloop Het Volk 1958 5:a totalt i GP du Midi-Libre 5:a i Paris-Valenciennes 6:a totalt i Dunkerques fyradagars Vinnare av etapperna 2 och 3 7:a i Gent-Wevelgem 9:a totalt i Paris-Nice 10:a i Milano-Sanremo 1959 Vinnare av Omloop Het Volk Vinnare av GP de Denain Vinnare av Manx Trophy 5:a i Circuit de l'Aulne 9:a i Flandern runt 1960 Vinnare av etapp 18 i Giro d'Italia Vinnare av Grand Prix Peugeot – Trophée Stan Ockers Vinnare av etapp 3a i Gran Premio Ciclomotoristico delle Nazioni 2:a i Genua-Nice 4:a totalt i Dunkerques fyradagars 5:a i Manx Trophy 7:a i Grand Prix d'Isbergues 7:a i Circuit de l'Aulne 1961 Vinnare av etapp 2 i Dunkerques fyradagars | 1962 2:a i linjelopp vid Världsmästerskapen 2:a i Paris-Camembert 3:a totalt i Vuelta a España Vinnare av etapp 4 6:a i GP Forli (ITT) 7:a totalt i Tour du Var 8:a i Trofeo Baracchi med Jean Stablinski 8:a i Critérium des As 9:a i slutställnigen av Super Prestige Pernod 10:a totalt i GP du Midi-Libre 1963 Vinnare av etapp 3 i Tour de France Vinnare av etapp 13 i Vuelta a España 2:a totalt i Tour de l'Oise 2:a i Paris-Camembert 3:a i GP du Parisien 3:a i Circuit d'Auvergne 3:a i Boucles Roquevairoises 6:a totalt i Eibarko Bizikleta 7:a i Rund um den Henninger Turm 1964 Vinnare totalt av Tour du Morbihan Vinnare av Manx Trophy 3:a i Ronde de Seignelay 7:a i Boucles Roquevairoises 1965 Vinnare totalt av Tour de l'Oise Vinnare av etapp 1 Vinnare av GP d'Espéraza 2:a i GP de Monaco 3:a totalt i Circuit du Morbihan 4:a totalt i Paris-Luxembourg 4:a i Gent-Wevelgem 6:a i Genua-Nice 6:a i Manx Trophy 1966 5:a i Gent-Wevelgem 6:a totalt i Paris-Luxembourg |